# Jean Michel Jarre
Jean-Michel André Jarre (n. 24 august 1948, Lyon, Rhône⁠(d), Franța) este un compozitor și instrumentist (claviaturi, teremin ș.a.) francez, considerat unul dintre pionierii muzicii electronice. Este cunoscut pentru concertele în aer liber cu spectatori în număr record, în care sunt folosite efecte laser și artificii, unde spectacolul vizual profită de peisajele și de arhitectura din împrejurimi. Se estimează că Jarre a vândut 80 de milioane de albume și discuri single.

## Viața personală
Jarre vorbește fluent franceza și engleza și a fost căsătorit de trei ori. A fost însurat cu Flore Guillard din 20 ianuarie 1975 până în 1977; fiica lor Émilie Charlotte s-a născut în 1975 (sau 1976) și a devenit manechin. Și-a cunoscut cea de a doua soție, Charlotte Rampling, la o petrecere în St Tropez, în 1976. Amândoi erau prinși în căsnicii eșuate, dar fiecare a obținut divorțul (Rampling era căsătorită cu neo-zeelandezul Bryan Southcombe).Cei doi s-au căsătorit, Jarre obținând custodia fiicei sale, Émilie Charlotte, iar Rampling a fiului său, Barnaby. Împreună au un fiu, David.
În 1995, fotografii din revista Hello! au sugerat că Jarre ar avea o relație cu secretara sa de 31 de ani, Odile Froument, iar în 1996 Jarre și Rampling s-au despărțit. Au divorțat în 2002. A avut o scurtă relație cu Isabelle Adjani, dar s-a căsătorit cu actrița franceză Anne Parillaud, în mai 2005. În noiembrie 2010, cuplul și-a anunțat divorțul.
Jarre are o soră vitregă, Stéphanie Jarre, din altă căsătorie a lui Maurice Jarre. Fratele său vitreg, Kevin Jarre, a murit în 2011. Deși Maurice și Jean-Michel au avut o relație distantă, după moartea lui Maurice, în 2009, Jarre a adus un omagiu moștenirii sale. Jarre a spus despre tatăl său:
„Tatăl meu și cu mine nu am avut niciodată o relație adevărată. Probabil că ne-am văzut de vreo 20 sau 25 de ori în viața noastră. Când poți, la vârsta mea, să numeri de câte ori ți-ai văzut părintele, spune ceva...Cred că ar fi preferabil să nu te înțelegi, sau, dacă ai un părinte care moare, îl plângi, dar sentimentul de absență e greu de suportat și mi-a luat mult timp ca să mă obișnuiesc cu asta.”

## Carieră muzicală

### Începuturi
Jean Michel Jarre este fiul compozitorului de muzică de film Maurice Jarre.
În anul 1968 Jarre a început sa înființeze diverse formații, printre care Mystères IV și The Dustbins. Începând cu anul 1971 și până în 1976, a produs piese pentru diverși muzicieni, piese care au fost lansate ca discuri single, iar Jean Michel Jarre a fost menționat pe fiecare.
Debutul propriu-zis s-a produs în anul 1969 cu discul La Cage/Erosmachine. Acesta nu s-a bucurat de un succes comercial ridicat, muzica dovedindu-se aridă pentru ascultători.
În 1972 are loc lansarea albumului de debut, Deserted Palace, un album produs prin mijloace electronice în totalitate, toate piesele fiind compuse de Jarre. În anul următor realizează coloana sonoră a filmului Șure arse.

### Perioada Dreyfus
Succesul mondial s-a produs trei ani mai târziu, în 1976, cu albumul Oxygene. Realizarea acestuia a luat prin surprindere piața muzicală a acelor ani, captată de fenomenele disco și punk. Jarre amintește ca sursă esențială de inspirație lucrările inginerului Pierre Schaeffer, părintele muzicii concrete (anii 1940; acesta a pus prima oară problema realizării de muzici prin combinarea de sunete preînregistrate în locul sistemului tradițional, bazat pe notarea cuantificată a înălțimilor și duratelor muzicale).
Piesa „Oxygene IV” a fost publicată ca single și a devenit una dintre cele mai cunoscute piese de muzică electronică.
În 1978 a urmat discul Equinoxe. În 1981 a fost lansat Les Chants Magnétiques (în engleză, Magnetic Fields). Doi ani mai târziu, Jarre a creat Musique pour Supermarché, într-un singur exemplar. În anul următor, a lansat discul Zoolook.
În 1986 a apărut albumul Rendez-vous. În acel an Jarre a organizat un concert extraordinar în Houston pentru care era plănuită participarea astronautului Ronald McNair. Se dorea ca acesta să cânte la saxofon în direct de pe nava spațială Challenger; planurile au fost abandonate, dat fiind că McNair a murit în explozia Challenger, din luna ianuarie. Concertul din Houston a intrat în Cartea Recordurilor, cu o audiență de peste 1,5 milioane de spectatori.
În 1988 a fost lansat discul Revolutions. În același an, Jarre și invitații săi (între care și Hank Marvin) au înregistrat albumul live Destination Docklands în fața a 200 000 de spectatori, album cu selecții din discografia Jarre de până în acel moment.
În 1990 Jarre și-a bătut propriul record de audiență, cu un concert în La Défense. În același an a fost lansat En Attendant Cousteau, album dedicat lui Jacques Cousteau. În 1993, a apărut discul Chronologie.

## Discografie

### Albume de studio
- 1972 : Deserted Palace
- 1973 : Les Granges Brûlées (coloană sonoră)
- 1976 : Oxygene
- 1978 : Équinoxe
- 1981 : Les Chants Magnetiques
- 1983 : Music for Supermarkets
- 1984 : Zoolook
- 1986 : Rendez-vous
- 1988 : Revolutions
- 1990 : En Attendant Cousteau
- 1993 : Chronologie
- 1997 : Oxygene 7-13
- 2000 : Metamorphoses
- 2001 : Interior Music
- 2002 : Sessions 2000
- 2003 : Geometry of Love
- 2004 : AERO
- 2007 : Teo & Tea
- 2007 : Oxygene: New Master Recording
- 2015 : Electronica 1: The Time Machine
- 2016 : Electronica 2: The Heart of Noise
- 2016 : Oxygene 3
- 2018 : Equinoxe Infinity
- 2021 : Amazônia
- 2022 : Oxymore

### Albume Live
- 1982 : The Concerts in China
- 1987 : In Concert: Houston, Lyon
- 1989 : Jarre Live / Destination Docklands
- 1995 : Live Hong Kong
- 1998 : Paris Live '98 Electronic Night
- 2004 : Jarre in China
- 2005 : Live from Gdansk
- 2006 : Live Printemps de Bourges 2002 (lansat doar în format de download)

### Compilații principale
- 1983 : Musik aus Zeit und Raum
- 1983 : The Essential Jean Michel Jarre
- 1983 : Synthesis
- 1985 : The Essential 1976-1986
- 1989 : The Laser Years (cutie-set)
- 1991 : Images - The Best of Jean Michel Jarre
- 1993 : Le Monde Musicale de Jean Michel Jarre
- 1998 : Full Oxygene
- 2004 : The Essential Jean Michel Jarre
- 2004 : AERO
- 2006 : Sublime Mix
- 2007 : The Complete Oxygene

### Discuri single mai importante
- 1969 : La Cage/Erosmachine
- 1973 : La Chanson des Granges Brulees
- 1976 : Oxygene Part 2
- 1977 : Oxygene Part 4
- 1978 : Equinoxe Part 4
- 1979 : Equinoxe Part 5
- 1981 : Magnetic Fields Part 2
- 1981 : Magnetic Fields Part 4
- 1982 : The Last Rumba
- 1982 : Orient Express
- 1982 : Souvenir of China
- 1984 : Zoolook
- 1985 : Zoolookologie
- 1986 : Rendez-Vous Part 4
- 1987 : Rendez-Vous Part 2 Houston Live
- 1988 : Revolution
- 1989 : London Kid
- 1990 : Calypso
- 1993 : Chronologie Part 2
- 1993 : Chronologie Part 4
- 1993 : Chronologie Part 6
- 1993 : Chronologie Part 8
- 1997 : Oxygene Part 7
- 1997 : Oxygene Part 8
- 1997 : Oxygene Part 10
- 1998 : Rendez-Vous '98
- 1998 : Together Now
- 2000 : C'est la Vie
- 2000 : Tout Est Bleu
- 2004 : Aero
- 2006 : Aerology Remix
- 2007 : Teo & Tea
- 2007 : Vintage (lansat doar în format de download)

### Rarități
- 1994 : Rarities (incluzând: Deserted Palace, Les Granges Brulees, La Cage, Zig-Zag Dance)
- 1995 : Rarities II (incluzând 22 piese rare dintre 1968 și 1977)
- 1997 : Rarities III

### Remixuri
- 1995 : Jarremix
- 1998 : Odyssey Through O2
- 2006 : The Symphonic Jean Michel Jarre

## Videografie
- 1980 : Place de la Concorde (VHS)
- 1989 : The Concerts in China (VHS)
- 1989 : Rendez-Vous Houston (VHS)
- 1989 : Rendez-Vous Lyon (VHS)
- 1989 : Destination Docklands (VHS)
- 1991 : Images - The Best of Jean Michel Jarre (VHS)
- 1992 : Paris La Defense (VHS)
- 1994 : Europe in Concert (VHS)
- 1995 : Concert Pour La Tolerance (disc laser)
- 1997 : Oxygene in Moscow (DVD)
- 1998 : Paris Live '98 Electronic Night (cutie-set cu DVD)
- 2004 : AERO (DVD)
- 2005 : Jarre in China (DVD)
- 2005 : Solidarnosc Live, Gdansk (DVD)
- 2007 : Teo & Tea DVD (inclus în ediția limitată a albumului)
- 2007 : Oxygene in Moscow (DVD + bonus)
- 2007 : Oxygene 2D Live (DVD)
- 2007 : Oxygene 3D Live (DVD stereoscopic + 2 perechi de ochelari 3D)

## Poziții în clasamente
- Oxygene - #1 France #2 UK #78 U.S.
- Equinoxe - #11 UK #126 U.S.
- Les Chants Magnetiques - #6 UK #98 U.S.
- The Concerts in China - #6 UK #1 Portugal
- Rendez-Vous - #9 UK #52 U.S.
- Rendez-Vous 4 (single) - #1 Portugal
- Revolutions - #3 UK